# Saint-Cyr-du-Gault
Saint-Cyr-du-Gault är en kommun i departementet Loir-et-Cher i regionen Centre-Val de Loire i de centrala delarna av Frankrike. Kommunen ligger i kantonen Herbault som tillhör arrondissementet Blois. År 2022 hade Saint-Cyr-du-Gault 174 invånare.

## Befolkningsutveckling
Antalet invånare i kommunen Saint-Cyr-du-Gault
| Referens: INSEE |